# Sibilla Aleramo

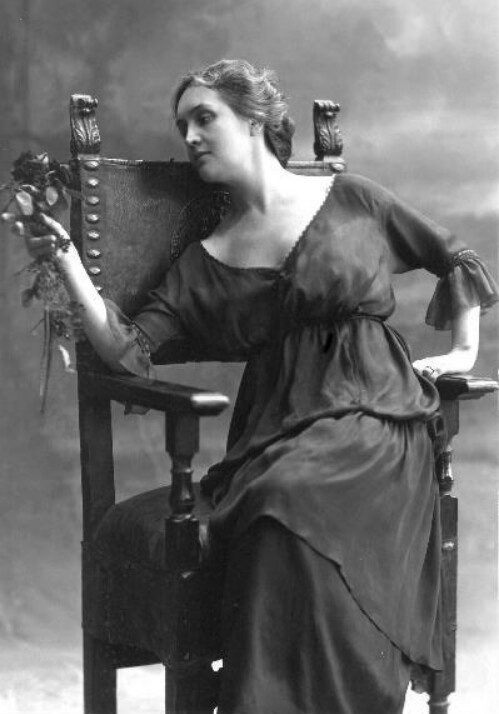
Sibilla Aleramo, foto Mario Nunes Vais.

Sibilla Aleramo is het pseudoniem van de Italiaanse schrijfster Rina Faccio (Alessandria, 14 augustus 1876 – Rome, 13 januari 1960).

## Biografie
Rina Faccio werd geboren als dochter van Ambrogio Faccio, een leraar uit Piëmont en zijn vrouw Ernesta, een huisvrouw. Faccio bracht haar jeugd door in Milaan tot haar twaalfde, waarna de familie naar een klein dorpje verhuisde waar Ambrogio Faccio een glasfabriek leidde. 
Faccio's jeugd was niet gelukkig en onbezorgd. Het huwelijk van haar ouders was een mislukking. Ernesta was een breekbare vrouw die psychologische problemen had, geestelijk instortte en uiteindelijk zelfmoord probeerde te plegen. De jonge Faccio begon op haar 16de als bibliothecaresse te werken in de fabriek van haar vader.
Ze was erg ongelukkig, belandde in een crisis en probeerde zelfmoord te plegen door van een balkon te springen.
Op deze leeftijd trouwde ze met de boekhouder Ulderico Pierangeli. Hij was een oudere en starre man die totaal verschillend was van zijn gevoelige tienerbruid. Het was een ongelukkig huwelijk, waaruit in 1895 de zoon Walter voortkwam. De komst van het kind maakte het huwelijk waarin Faccio zich gevangen voelde, niet beter. 
Ze begon verhalen en artikelen te schrijven en werkte voor het feministische tijdschrift Vita Moderna, hoewel ze nooit een opleiding genoten had.
In 1899 verhuisde ze met de familie van haar man naar Rome, waar ze in het bestuur van het tijdschrift Italia femminile werkte. In 1901 verliet ze haar man en zoon en begon een nieuw leven. Ze had verschillende relaties, onder anderen met de schrijver Giovanni Cena, directeur van het literaire tijdschrift Nuova Antologia. In 1906 publiceerde ze haar eerste boek Una donna (Een vrouw), in hoge mate biografisch. Met dit werk nam de schrijfster de naam Sibilla Aleramo aan.
Nadat Aleramo de relatie met Cena had beëindigd, begon ze een relatie met de jonge Lina Poletti. In Parijs (1913-1914) leerde ze Guillaume Apollinaire kennen en in Rome Grazia Deledda. Tijdens de Eerste Wereldoorlog ontmoette ze de dichter Dino Campana waar ze een relatie mee aanging. Deze bestond echter uit veel ruzies en ze gingen snel weer uit elkaar. 
In 1919 publiceerde Aleramo Il passaggio (De Wandeling) en in 1920 haar eerste dichtbundel Momenti (Ogenblikken).

## Receptie
Arturo Graf 1848-1913
Deze poëet, historicus, schrijver en bekende criticus, heeft in het tijdschrift Nuova Antologia in 1906 kritiek gegeven op Aleramo's boek 'Una donna'. Hij zei het volgende: "Mi accorgo d’aver parlato di questo libro come dei romanzi non si usa parlare; ma ho già detto che questo non è propriamente un romanzo. È libro di sdegno, di alterezza, di esecrazione, di giustizia e di castigo. Chi non si spaventa di queste cose, lo legga." (p. 720) Oftewel: 'Ik besef dat ik over dit boek een ongebruikelijke mening heb gevormd. Zoals ik eerder heb aangegeven, is het eigenlijk geen roman. Het boek gaat namelijk over minachting, arrogantie, afschuw, gerechtigheid en bestraffing. Als u niet wordt afgeschrikt door deze thema's, lees het maar.'
Arturo Graf schrijft in feite dat het boek niet voldoet aan de toenmalige romanconventies, maar dat het eerder een aanklacht is tegen het Italiaanse rechtssysteem en de burgerlijke maatschappij.
Het werk van Aleramo is ook door de bekende schrijvers Luigi Pirandello en Massimo Bontempelli positief bekritiseerd. Zij herkennen in het boek een artistieke waarde door Aleramo's behendigheid in het behouden van beschrijvende effecten en de aanwezigheid van een diepe gevoeligheid.
De roman heeft ook hevige debatten geopend tussen de emancipatiebewegingen aan het begin van de twintigste eeuw. Aleramo was in de ogen van deze bewegingen de figuur van de nieuwe vrouw; zij heeft vele vrouwen de ogen doen openen en de moed gehad haar ervaringen op te schrijven en te publiceren.

## Werken
- Una donna (1906)
- Il passaggio (1919)
- Momenti (1920)
- Andando e stando (1920)
- Amo, dunque sono (1927)
- Poesie (1928)
- Gioie d'occasione (1930)
- Il frustino (1932)
- Sì alla terra (1935)
- Orsa minore (1938)
- Dal mio diario (1945)
- Selva d'amore (1947)
- Il mondo è adolescente (1949)
- Aiutatemi a dire (1951)
- Luci della mia sera (1956)